# Il Giardino di Daniel Spoerri
Il Giardino di Daniel Spoerri is een beeldenpark van de Zwitserse beeldhouwer Daniel Spoerri in Seggiano in de regio Toscane.

## Het beeldenpark
Rond 1990 kocht Spoerri een terrein van 18 hectare in de buurt van de Monte Amiata, de hoogste berg van zuid Toscane. In de loop der jaren is daar een beeldenpark ontstaan met kunstwerken/installaties van bevriende kunstenaars, maar ook met veel eigen sculpturen: Il Giardino di Daniel Spoerri. Het aantal kunstwerken wordt nog uitgebreid, maar er bevinden zich thans (ult. 2008) 87 objecten van 42 kunstenaars. Boven de entree is het motto "hic terminus haeret" (hier eindigt alles) bevestigd.

## Werken van Spoerri
Eigen bijdragen van Spoerri:
Santo Grappa (1970), Krieger der Nacht (1982), Die Spieler (1985), Die Geschworenen (1985), Eintritt ohne Pantoffeln verboten (1986), Idol (1990), Fleischmalbrunnen (1962/91), Wiedergeburt (1987/91), Die Tasse (1991), Nabel der Welt (1991), Marmertisch (1992), Blazendes Paar (1992), Die Grazierinnen (1992), Grassofa (1985/93), Tintin-Elefant (1993), Schädelbaum (1993), Blumenstrauß (1994), Ewiges Frühstück (1994),  Mittagstisch in alle Ewigkeit (1994), Die Schöne und das Biest (1985/96), Der Teufel und die Schamlose (1985/97), Das Werwölfchen (1997), Schädelkapelle (1997), Das Dichtergrab (1997), Volière der schlafenden Vögel (1997), Gewächshaus der elektrischen Blumen (1997), Labyrintischer Mauerweg (1996/98), Voyeur (1996/98), Bibendum (1998), Zimmer Nr. 13, Hotel Carcassonne, Rue Mouffetard, Paris 1959-1965 (1998), Trullo (1999/2000), Das Massengrab der Klone (2000), Die Pyramide der Frau auf dem Knotenstock (1999/2001), Acht magere Albträume (2002), Die Bersagliera (2002/03), Hufeisen- und Kettenhaufen (2004/05), Urnengarten, L'Abstrai absent: Hommage à Raymond Hains (2005), Weisst du, schwarzt du? (2005), Damokles Rosenhaag-Gang (2002/08), Duodecim ultimae cenae de claris mulierbus (2008), Gorillabrücke (2008), Tarot - Daniels Pseudonym 1955 (2008)

## Deelnemende kunstenaars
Tot de deelnemende kunstenaars behoren onder anderen:
- Eva Aeppli :
  - Einige menschliche Schwächen (1993/94) - Nr. 14
  - Die andere Seite (1974/80) - Nr. 15
  - Furien (1977–78/1999) - Nr. 48
  - Die Planeten - Nr. 49
  - Tierkreiszeichen (1979–80/1999) - Nr. 51
  - Astrologische Aspekte (1977–84/2000) - Nr. 53
- Arman : Monumento sedentario (1999/2000) - Nr. 58
- Roberto Barni : Contino (1995/2000) - Nr. 57
- Erik Dietman : Les nains diaboliques protègent les oliviers et dadaniers (1998) - Nr. 41
- Alfonso Hüppi : 
  - La torre degli amanti (1997) - Nr. 33
  - La doccionella pisciona (1977/2000) - Nr. 60
- Dani Karavan : Adamo ed Eva (2002) - Nr. 72
- Jürgen Knubben : Zwei Stahllinsen, ein schräger Turm und fünf Geoden (1997/2002) - Nr. 74
- Bernhard Luginbühl : Monumento al contadino (1997) - Nr. 34
- Luigi Mainolfi : Terre fertile (1999/2000) - Nr. 55
- Meret Oppenheim : Fontana di Hermes (1996/99) - Nr. 52
- Nam June Paik : Make something big as the Eiffel Tower - Nr. 71
- Martin Schwarz : Kleine Schweiz (2006) - Nr. 83
- Carolein Smit: Magdalenengrotte een keramisch werk (2006/08) - Nr. 89
- Jesús Rafael Soto : Pénétrable Sonore (1997) - Nr. 23
- Mauro Staccioli : Arco rampante (2008/09) - Nr. 97
- Paul Talman : Cathedral (1987) - Nr. 44
- Jean Tinguely :
  - Große Lampe für Daniel Spoerri (1985) - Nr. 38
  - Othello und Desdemona (1990/91) - Nr. 39
- Not Vital : Daniel Nijinski Superstar (1997) - Nr. 81
- Paul Wiedmer : Dragon (1998) - Nr. 45